# Panathinaïkós (volley-ball féminin)
Pour les articles homonymes, voir Panathinaïkos.
Maillots
Panathinaïkós Volley-ball est une formation grecque de volleyball, basée à Athènes. Fondé en 1969, c'est le plus ancien club de sa discipline dans son pays. Cet article ne traite que de la section volley-ball féminin.

## Palmarès
- Championnat de Grèce (26)[2],[3],[4] :
  - Champion : 1971[3],[4], 1972, 1973, 1977, 1978, 1979, 1982, 1983, 1985, 1988, 1990, 1991, 1992, 1993, 1998, 2000, 2005, 2006, 2007, 2008, 2009, 2010, 2011, 2022, 2023, 2024.
- Coupe de Grèce (6) :
  - Vainqueur : 2005, 2006, 2008, 2009, 2010, 2022.
  - Finaliste : 1999, 2012, 2015, 2023.
- Top Teams Cup :
  - Finaliste : 2000

## Entraîneurs
- Déc. 2022-2023 :  Ioánnis Kalmazídis
- 2023-nov. 2024 :  Dragan Nešić[5]
- Nov. 2024- :  Giánnis Charitonídis[5]

## Effectifs
Le département a été déclassé en 2017 pour des raisons économiques.

### Saison 2018-2019
Entraîneur :  Kyriakos Kamperidis

## Composition
Στις 14 mars 2025
| №  | Nationalité         | Nom                 | Poste                     | Taille | Date de naissance |
| -- | ------------------- | ------------------- | ------------------------- | ------ | ----------------- |
| -. | Drapeau de la Grèce | Athina Vogiatsoglou | Passeuse                  | 1.74   | 21/11/2001        |
| -. | Drapeau de la Grèce | Sofia Kosma         | Attaquante                | 1.80   | 15/11/1993        |
| -. | Drapeau de la Grèce | María Lamprinídou   | Center                    | 1.87   | 29/06/1986        |
| -. | Drapeau de la Grèce | Apostolia Nousia    | Attaquante                | 1.90   | 13/03/1991        |
| -. | Drapeau de la Grèce | Maria Oikonomidou   | Center                    | 1.85   | 18/08/1992        |
| -. | Drapeau de la Grèce | Ioanna Vogiatzoglou | Receptionneuse-Attaquante | 1.85   | 18/01/2000        |
| -. | Drapeau de la Grèce | Panagiota Roga      | libero                    | 1.62   | 07/04/1987        |
| -. | Drapeau de la Grèce | Eleni Kountoura     | Passeure                  | 1.90   | 03/05/1992        |
| -. | Drapeau de la Grèce | Stella Tsiakoula    | center                    | 1.85   | 13/03/1998        |
| -  | Drapeau de la Grèce | Iloni Kelesidi      | Receptinneuse-Attaquante  | 1.90   | 17/06/1997        |

## Joueuses célèbres
- Lira Ribas
- Jana Simankova
- Jana Zikmundova
- Agi Babouli
- Maria Garagouni
- Niki Garagouni
- Lia Mitsi
- Chara Sakkoula
- Efi Sfiri
- Tatjana Samodahova
- Milica Budimir
- Sonja Borovincek
- Trisha Bradford
- Monique Ashley Adams